# Georg von Falck

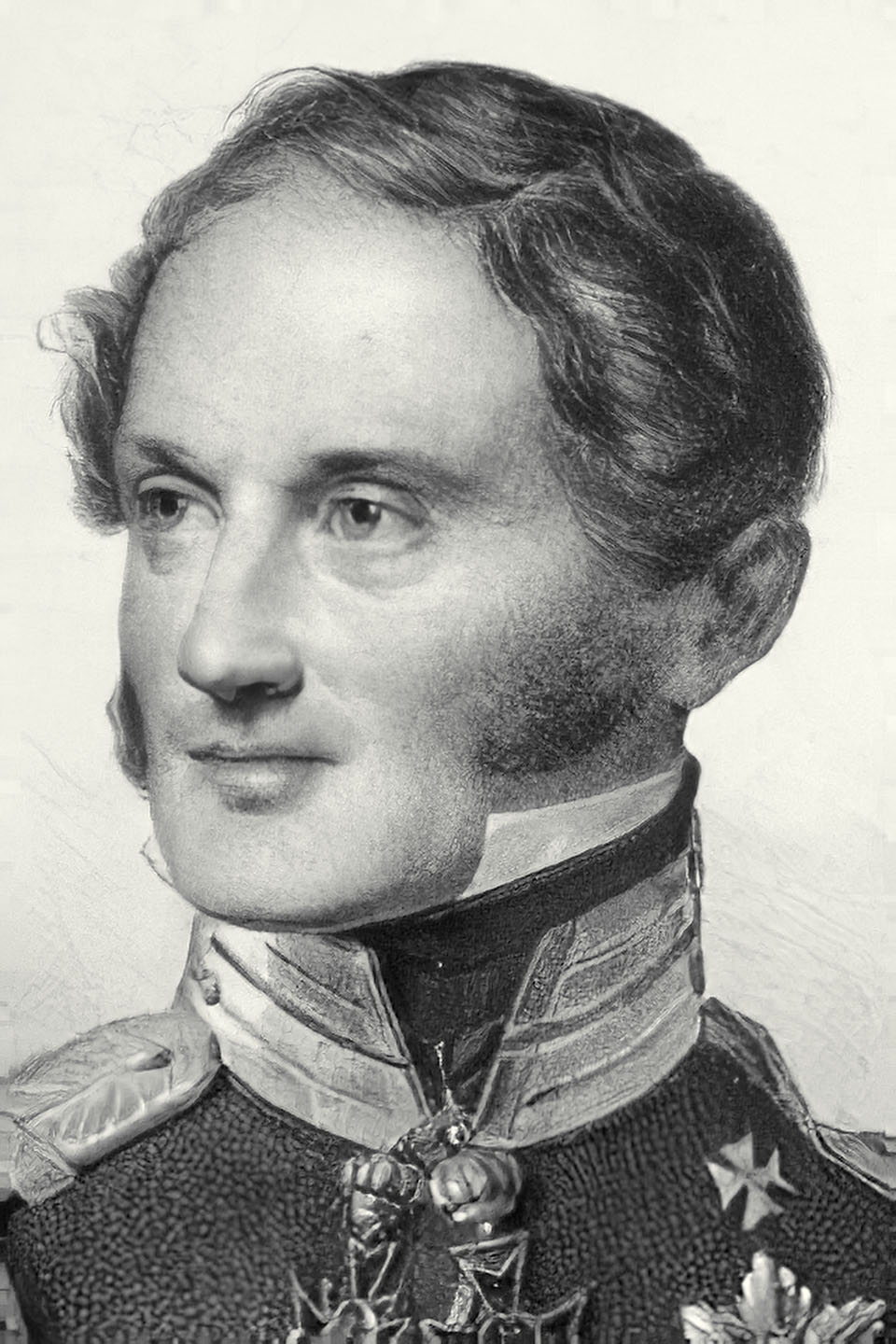
Georg von Falck

Georg Abraham Karl Freiherr von Falck (auch: Falk) (* 1. Juli 1786 in Kleve; † 24. Februar 1836 in Darmstadt) war ein Großherzoglich Hessischer Generalleutnant und Kriegsminister.

## Familie
Er entstammt der freiherrlichen Familie von Falck. Seine Eltern waren der hessen-darmstädtische Kammerherr Freiherr Ludwig Karl (Louis Charles) von Falck und dessen Ehefrau Marie Agnes Hélène Allewyn de Berch (1765–1800). Die Familie war evangelischer Konfession und stammte aus den Niederlanden.
Georg von Falck heiratete am 31. Juli 1828 Freiin Wilhelmine Maria Natalie von Günderrode (1807–1890), Tochter des Oberappellationsgerichtspräsidenten Freiherr Friedrich Justinian von Günderrode und dessen Frau, Luise Henriette Caroline, geborene von Kettelhodt. Nach dem Tod von Georg von Falck heiratete dessen Witwe 1844 den preußischen Generalmajor Joachim August Wilhelm von Bernstorff (1800–1869).

## Karriere

### Militärkarriere
Georg von Falck ging 1803 in den Militärdienst der Landgrafschaft Hessen-Darmstadt und wurde Secondeleutnant im Regiment Chevaulegers. 1806 wurde er Premierleutnant und Adjutant des Generalleutnants Georg von Werner. Nach dem Vierten Koalitionskrieg schloss sich die Landgrafschaft Hessen-Darmstadt dem Rheinbund an, wechselte damit auf die Seite von Kaiser Napoleon und avancierte zum Großherzogtum Hessen. Falck wurde 1807 Rittmeister und 1809 Flügeladjutant des Großherzogs. Der beauftragte ihn mit wichtigen Kurierdiensten. Er stieg 1809 zum Major der Kavallerie auf und begleitete Prinz Emil im Fünften Koalitionskrieg. An Napoleons Russlandfeldzug nahm er nicht teil, erhielt aber am 1. März 1812 die Beförderung zum Oberstleutnant. Im Jahr darauf, 1813, wurde er Oberst und Generaladjutant. 1821 wurde er zum Generalmajor, 1830 zum Generalleutnant ernannt.

### Kriegsminister
Im Juli 1821 wurden das Oberkriegskolleg und die Generaladjutantur zum Kriegsministerialdepartement (Kriegsministerium) zusammengefasst. Von Juli 1821 bis 1836 war Georg von Falck der erste großherzoglich-hessische Kriegsminister, davon 1821–1823 mit dem Titel eines Direktors und 1823 bis 1836 mit dem eines Präsidenten des Kriegsministeriums. Er besaß das volle Vertrauen von Großherzog Ludewig I. und dessen Nachfolger, Großherzog Ludwig II., und konnte zahlreiche Reformen umsetzen. Nach der Reorganisation der Verwaltung machte er sich an Reorganisation des Korps und der Regimenter, um sie den neuen Waffen anzupassen. Gemäß den Beschlüssen des Bundesheeres wurden die Berittene Artillerie eingeführt und die Dienstvorschriften überarbeitet.
1821 wurde ein Rekrutierungsgesetz beschlossen, dass 1830 überarbeitet wurde. Seit 1819 arbeitete die Verwaltung an einer neuen Gesetzgebung, die 1822 eingeführt wurde und die Militärjustiz reformierte. 1824 wurde die Geschäfts- und Dienstordnung des Kriegsministeriums erneuert. Die Vorschriften für das Sanitätswesen und die Invalidenversorgung, die Militärstrafanstalt in Babenhausen und die Lehrpläne für die Militärschulen wurden überarbeitet oder erstellt. Die Militärakademie in Darmstadt erhielt eine Bibliothek und zusätzliches Lehrgerät.
1829 wurde das Ökonomiedepartement neu organisiert, Verpflegung und Dienstkleidung der Soldaten verbessert und die Lazarette den Erfordernissen angepasst. Das Militärrechnungswesen wurde dezentralisiert: Korps und Regimenter konnten nun monatliche Rechnungen bezahlen, was die Bearbeitung sehr beschleunigte. Die z. T. baufälligen Kasernen wurden renoviert, nebenbei wurden die Doppelbetten für die Mannschaften abgeschafft, sie erhielten nun Einzelbetten.
Bei den Waffen legte er besonderen Wert auf die Artillerie, neue Lafetten und Munitionswagen wurden angeschafft, eine Büchsenmacherwerkstatt und Artilleriewerkstätten neu eingerichtet. Der Witwen- und Waisenfond und der Invalidenfond wurden auf eine solide Basis gestellt.

### Weitere Engagements
Zum 29. August 1829 ernannte der Großherzog Georg von Falck zum Mitglied der Ersten Kammer der Landstände des Großherzogtums Hessen auf Lebenszeit. Er gehörte damit dem 4.–7. Landtag an.

## Ehrungen
- 1826 Prädikat „Exzellenz“[11]
- 1830 Großkreuz des Ludewigsordens
- 1832 Ritterkreuz des württembergischen Friedrichs-Ordens[12]
- 1833 Militärdienst-Ehrenzeichen
- Kurhessischer Kommandeurskreuz des Kurhessischen goldenen Löwen-Ordens
- Ehrenlegion
- Malteserorden